# Hvozdec (Poříčí nad Sázavou)
Hvozdec (Duits: Hwostetz of Hwostetz bei Porschitsch) is een Tsjechische plaats in de gemeente Poříčí nad Sázavou, regio Midden-Bohemen, en maakt deel uit van het district Benešov. Het dorp ligt op 2,5 kilometer afstand van Poříčí nad Sázavou.
Hvozdec telt 110 inwoners (2021).

## Geschiedenis
De eerste schriftelijke vermelding van het dorp dateert van 1390.
Tijdens de Tweede Wereldoorlog was het dorp onderdeel van het militaire oefenterrein van de Waffen-SS Benešov. De bewoners moesten daarom op 1 april 1943 noodgedwongen hun huizen verlaten. Sinds 1960 is Hvozdec volledig ondergebracht bij het district Benešov.

## Verkeer en vervoer

### Autowegen
Er leidt een regionale weg naar het dorp.

### Spoorlijnen
Er is geen station in Hvozdec. Het dichtstbijzijnde station is Poříčí nad Sázavou-Svárov, op zo'n drie kilometer afstand. Dat station ligt aan de spoorlijn Praag - Čerčany. De lijn is enkelsporig en werd grotendeels in 1897 in gebruik genomen.

### Buslijnen
Er is geen bushalte in het dorp. De dichtstbijzijnde bushalte is in Poříčí nad Sázavou, op drie kilometer afstand:
| Halte                                  | Lijn(en) | Traject(en)           | Vervoerder(s) |
| -------------------------------------- | -------- | --------------------- | ------------- |
| Poříčí nad Sázavou, Poříčí nad Sázavou | 337      | Benešov - Budějovická | Arriva City   |

## Bezienswaardigheden
- Monumentale klokkentoren

## Galerij

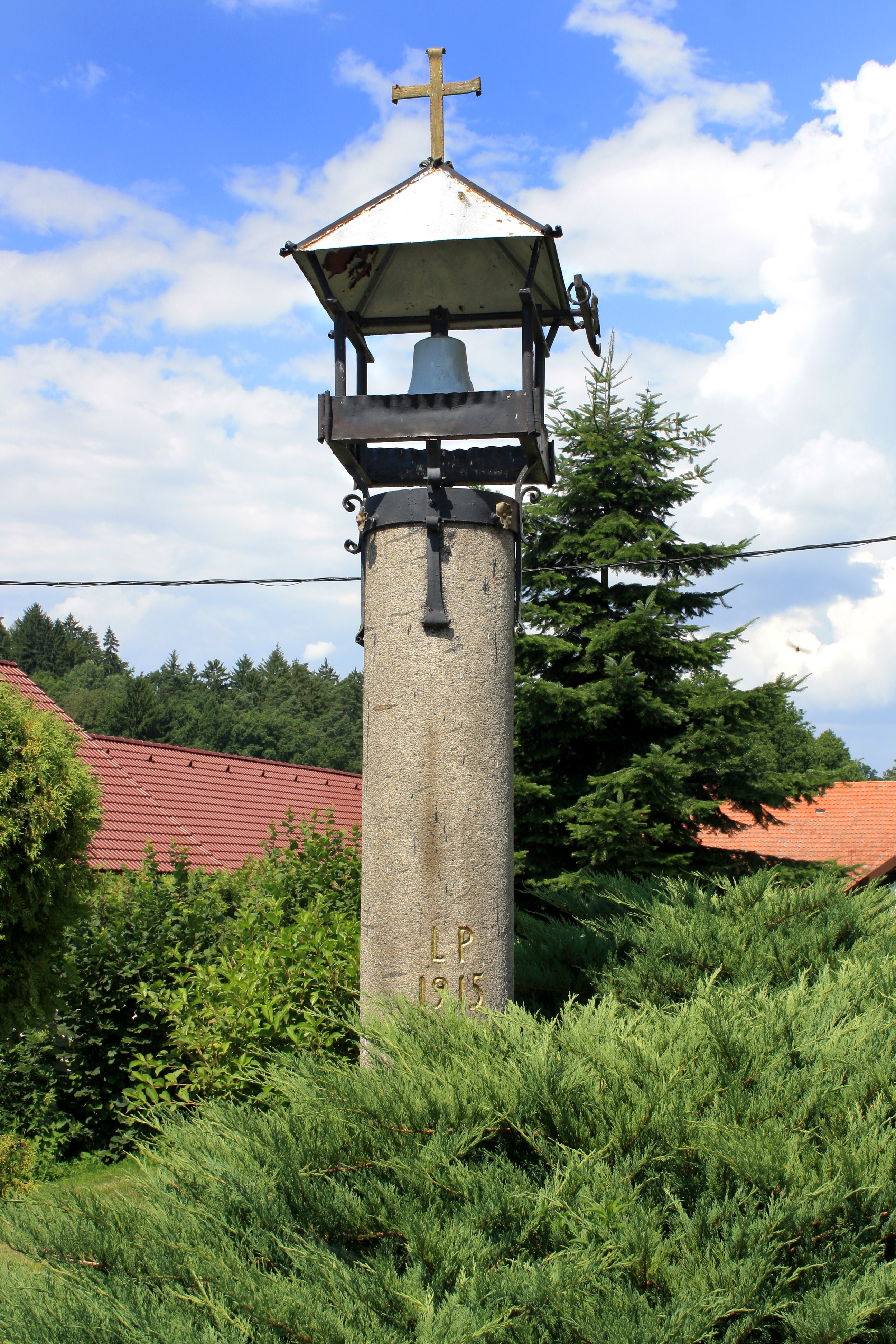
Klokkentoren (2014)
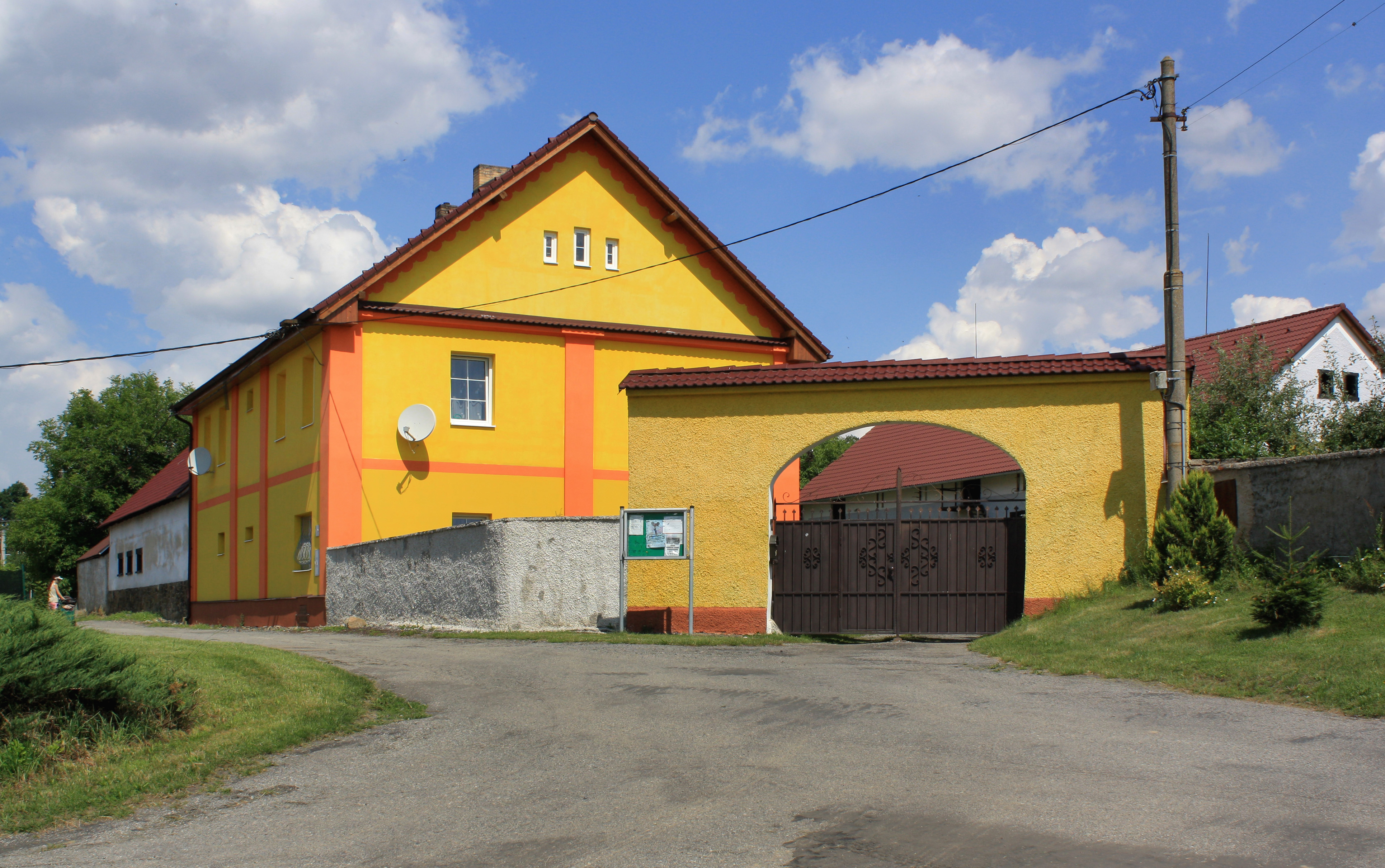
Oude boerderij (2014)